# Ekran (revija)
Ekran je revija za film in televizijo, ki je od svoje ustanovitve leta 1962 izhajala kontinuirano, a z različnim periodičnim razmakom. Obravnava predvsem filmske teme oziroma film v vsej njegovi celovitosti, v manjši meri pa tudi televizijo in druge sodobne medije, avdiovizualno ustvarjalnost in fenomene. Med letoma 2009 in 2013 je Ekran izhajal kot mesečnik, po uveljavitvi ZUJF pa od konca leta 2012 izhaja kot dvomesečnik. 
Od leta 2015 do 2020 je bil njegov urednik Ciril Oberstar, zdaj Ana Šturm.

## Zgodovina
Revijo Ekran je ustanovila (poznejša) Zveza kulturnih organizacij Slovenije, od začetka 90. let pa izhaja pod okriljem Slovenske kinoteke. Njeni ustanovitelji so bili Vitko Musek, Toni Tršar in Branko Šömen, že v prvih letih pa je revija znala detektirati sodobne trende - publicisti okrog Ekrana so med drugim bistveno pripomogli k uveljavitvi in promociji jugoslovanskega »črnega vala« v 60. letih.
V 80. letih je bil urednik Ekrana Silvan Furlan, sledila pa sta mu Stojan Pelko v 90. letih in Simon Popek med letoma 1997 in 2005. Za njim je revijo do leta 2009 urejala Nika Bohinc. 

## Ekranna spletu
Ekran je na spletu aktivneje prisoten od prenove julija 2009. Spletna stran Ekrana je v precejšni meri arhiv (izbranih) vsebin iz tiskane revije. Temu je dodana dnevna vsebina filmskih novic oz. posamezni vsebinski sklopi, ki predvsem združujejo ali nadgrajujejo vsebinske sklope iz Ekrana. Razlogi za manjše število spletnih vsebin so predvsem finančni. 